# 木佐彩子
木佐 彩子（きさ あやこ、1971年5月26日 - ）は、日本のフリーアナウンサー。元フジテレビアナウンサー。エイジス所属。
夫は元プロ野球選手、プロ野球監督の石井一久。

## 来歴・人物
東京都出身。鳥取県米子市生まれ。父親は海外転勤の多いサラリーマン。
小学2年から中学2年までの7年間、アメリカ合衆国カリフォルニア州ロサンゼルスで過ごした帰国子女。この時、アメリカ合衆国の女性ニュースキャスターの先駆け的存在であるコニー・チャンに憧れていたことや、帰国子女で英語が堪能なことが、その後の進路に大きく影響した。
1987年、帰国生入試で青山学院高等部に38期生として入学。在学中はチアリーディング部に所属し、副キャプテンを務め、現在も使われているチーム名「TITANS」の名付け親でもある。
青山学院大学文学部英米文学科入学後、語学学校にも通い通訳のアルバイトもしていた。テレビ朝日系『CNNヘッドライン』や『ニュースステーション』にキャスター、リポーターとして出演。放送デビューを果たした。
卒業後の1994年、フジテレビ入社。同期に武田祐子、富永美樹、佐野瑞樹がいる。
ヤクルトスワローズに所属していたプロ野球選手の石井一久と2000年3月に結婚。「家に帰って晩ご飯が作れるように」との理由で、『プロ野球ニュース』など夜勤シフトが多かった担当番組を、夕方の報道番組『FNNスーパーニュース』に移した。2001年8月から産休に入り、12月に男児を出産した。
2002年から石井がメジャーリーグベースボール(MLB)のロサンゼルス・ドジャースに移籍したこともあり、フジテレビを2003年1月に退社し、その英語力を生かして生活をサポートしていた。フジテレビ退社後、石井が日本球界に復帰するまでの間は、オフシーズンを利用して帰国時に日本で仕事をする形で仕事を続けていた。日本での本格的な仕事再開は、石井が古巣ヤクルトに復帰した2006年からである。
英語が堪能ということもあり、NHKの国際放送・NHKワールドTV「SPORTS JAPAN」のキャスターとして、全編英語で司会を担当した。

## エピソード
- 資格は英語検定準1級所持。アメリカにいた中学時代にガールスカウトの活動でベビーシッターの免許を取り、ベビーシッターのアルバイト経験がある[4]。
- 小学2年生の時、父親の転勤でアメリカに住むことになり、ABCもわからないうちから、いきなり現地の学校に放り込まれて」といった感じで学校生活が始まり、中学2年生までアメリカで過ごした。帰国子女であるため漢字の読み書きが苦手で、高校生での帰国時に公文で小学4年生レベルからスタートして、年下の子たちと一緒に学んだが、プロ野球ニュースで一球を「ひとたま」と読んだりした。[5][6]
- 大学時代は日本テレビのイベントコンパニオンのアルバイト経験がある。東京ドームで行われた「アメリカ横断ウルトラクイズ」第15回大会（1991年）の第1次予選では、リリーフカーを運転している姿が映っている[7]。
- 交友関係は幅広く、中学生の頃に同じ塾で、席が隣同士になった事がきっかけになり、久保純子（元NHK）と親友になった。また、同じくフリーアナウンサーの進藤晶子（元TBS）とも同期同士で仲が良い[8]。
- 大のアワビ好きで、初任給でアワビを食べるのが夢だったといい、初給料をもらった際、千葉の料亭に独りでアワビを食べに行ったという。
- 夫がヤクルト在籍時の2001年、神宮球場で観戦中、ファウルボールが腰に直撃してしまったことがある。ちなみに、このシーンは同年の『プロ野球珍プレー・好プレー大賞』でも放送された。
- 局アナ時代はほとんどパンツスタイルで通し、スカートは滅多にはかなかった。
- 笑っていいとも!では、青汁飲み、音痴な歌、海亀のモノマネなどで人気を博した[9]。
- 魚を触りながら「私たちはエラ何個んだろう?」と言い、周囲から笑われて、「え、だってエラが張ってるって言いません?」と言い、周囲から「顎が張ってることをエラが張ってると言う。エラがあるわけないでしょ。肺呼吸してるんだから」と教えられた[10]。
- 早朝のめざましテレビ、昼の笑っていいとも!、深夜のプロ野球ニュースを担当した。

## 出演

### テレビ

#### 大学生時代
いずれもテレビ朝日。
- CNNヘッドライン
- ニュースステーション

#### フジテレビアナウンサー時代
- TVクルーズ となりのパパイヤ
- FNNスーパータイム（天気予報担当）
- 3時ヨこい!
- タモリの新・哲学大王!
- タモリのネタでNIGHTフィーバー!
- 奇跡体験!アンビリバボー（1997年10月 - 1998年3月）
- プロ野球ニュース（1996年4月 - 2000年3月、金曜→土曜→土・日曜→月・火曜→月 - 金曜司会）
- めざましテレビ（1998年4月 - 1999年3月、木・金曜総合司会(3代目総合司会)）
- 森田一義アワー 笑っていいとも!（1996年10月 - 1999年3月、月曜→火曜テレフォンアナウンサー）
- 土曜一番!花やしき（司会）
- FNNスーパーニュース（2000年4月 - 2001年7月、メインキャスター）

#### フリー転向後
- 世界ウルルン滞在記（毎日放送）
- クイズプレゼンバラエティー Qさま!!（テレビ朝日）
- 本当にあった日本史サスペンス劇場（日本テレビ）
- ザ・クイズマン!（2008年4月22日 - 8月26日、テレビ朝日）
- ワンセグランチボックス（2009年4月6日 - 2012年3月2日、NHK）
- カラオケ★バトル（テレビ東京）
- 情報ライブ ミヤネ屋（読売テレビ）
- News Access（2010年10月10日、BS朝日）
- いま世界は（2010年10月10日、BS朝日）- キャスター
- ワイド!スクランブル（2012年4月 - 2013年3月、テレビ朝日）- 月曜日コメンテーター
- SPORTS JAPAN（NHKワールドTV）- キャスター（英語）
- 教えて!ドクター 家族の健康（2013年4月 - 、BSジャパン）- 司会
- 徳光&木佐の知りたいニッポン!〜霞が関からお知らせします〜（2018年4月14日 - 、BS-TBS、政府広報番組）

### CM
- 日本民間放送連盟（2000年、シドニーオリンピックキャンペーン[11]）
- アリコジャパン
- 森永乳業
- 花王
- NTTドコモ東海（2007年、北乃きいの母親役）
- ECCジュニア（2007年）
- 武田薬品工業・ベンザブロック（2008年、仲間由紀恵と共演）
- ITJ法律事務所
- ホーユー
- NTTファイナンス
- アートネイチャー『ビューティーアップミュー』(2019年6月-。小島奈津子、吉川美代子と共演)

### イベント
- AKB48 17thシングル 選抜総選挙「母さんに誓って、ガチです」開票イベント（2010年6月9日、JCBホール） - 徳光和夫とともに総合司会
- AKB48 22ndシングル 選抜総選挙「今年もガチです」開票イベント（2011年6月9日、日本武道館） - 同上
- AKB48 27thシングル 選抜総選挙〜ファンが選ぶ64議席〜 開票イベント（2012年6月6日、日本武道館） - 同上
- AKB48 32ndシングル 選抜総選挙 〜夢は一人じゃ見られない〜 開票イベント（2013年6月8日、日産スタジアム） - 同上
- AKB48 37thシングル 選抜総選挙 夢の現在地〜ライバルはどこだ?〜 開票イベント（2014年6月7日、味の素スタジアム） - 同上
- AKB48 41stシングル 選抜総選挙 〜順位予想不可能、大荒れの一夜〜 開票イベント（2015年6月6日、福岡 ヤフオク!ドーム） - 同上
- AKB48 45thシングル 選抜総選挙 〜僕たちは誰について行けばいい?〜 開票イベント（2016年6月18日、新潟県立鳥屋野潟公園野球場（HARD OFF ECOスタジアム新潟）） - 同上
- AKB48 49thシングル 選抜総選挙 〜まずは戦おう!話はそれからだ〜 開票イベント（2017年6月17日、豊見城市立中央公民館） - 同上
- AKB48 53rdシングル 世界選抜総選挙 〜世界のセンターは誰だ?〜 開票イベント（2018年6月16日、ナゴヤドーム） - 同上） - 同上